# Michael Bienert

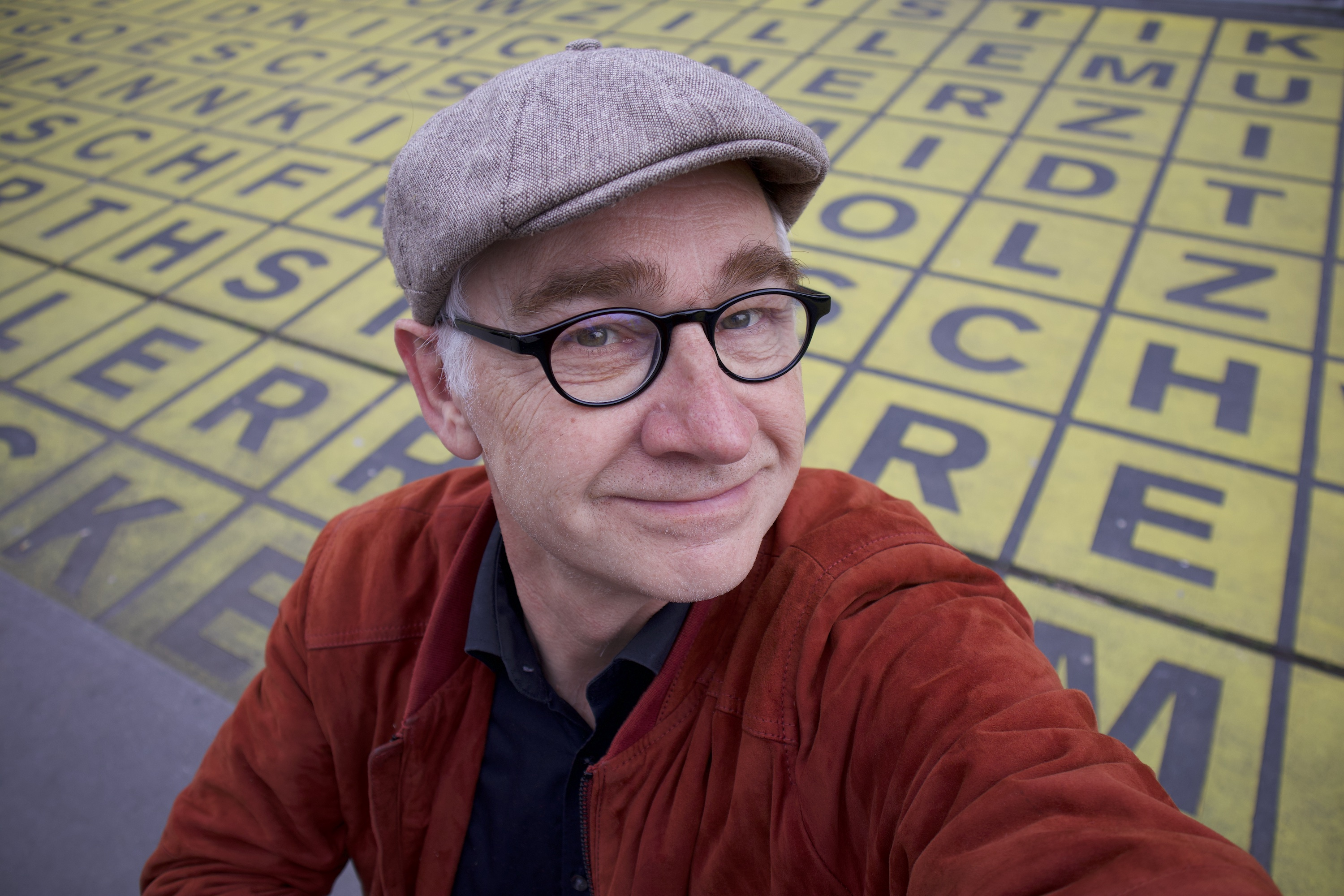
Michael Bienert (Berlin 2022)

Michael Bienert (* 31. Juli 1964 in Kaiserslautern) ist ein deutscher Publizist und Literaturwissenschaftler.
Bienert studierte ab 1982 Germanistik und Philosophie in Berlin und Marburg (Lahn). Seit 1989 arbeitet er als Sachbuchautor, Kulturjournalist und Stadtführer in Berlin. Von 1998 bis 2013 berichtete er als Theaterkritiker und Kulturkorrespondent für die Stuttgarter Zeitung aus Berlin. Von 2015 bis 2017 war er Lehrbeauftragter am Center for Metropolitan Studies (Institut für Kunstwissenschaft und Historische Urbanistik) der Technischen Universität Berlin. Er ist vor allem durch zahlreiche Bücher zur Literatur- und Kulturgeschichte Berlins bekannt.

## Werke
- Die eingebildete Metropole. Berlin im Feuilleton der Weimarer Republik. Metzler Verlag, Stuttgart 1992, ISBN 3-476-00830-4.
- mit Eberhard Siebert: Joseph Roth und Berlin. Ausstellungskatalog. Staatsbibliothek zu Berlin, Berlin 1994, ISBN 3-88226-766-6.
- Mit Brecht durch Berlin. Insel Verlag, Frankfurt am Main 1998, ISBN 3-458-33869-1.
- Berlin. Wege durch den Text der Stadt. Klett-Cotta, Stuttgart 1999, ISBN 3-608-93711-0.
- mit Erhard Senf: Berlin wird Metropole. Fotografien aus dem Kaiser-Panorama. Be.bra Verlag, Berlin 2000, ISBN 3-930863-64-2.
- mit Ralph Hoppe: Eine Stunde Stadt. Berliner Ringbahn-Reise. Berlin-Edition, Berlin 2002, ISBN 3-8148-0096-6.
- Schiller in Berlin oder Das rege Leben einer großen Stadt. (= Marbacher Magazin. 106). Deutsche Schillergesellschaft, Marbach am Neckar 2004, ISBN 3-933679-95-8.
- mit Elke Linda Buchholz: Die Zwanziger Jahre in Berlin. Ein Wegweiser durch die Stadt. Berlin Story Verlag, Berlin 2005, ISBN 3-929829-28-2. (Erweiterte Neuausgabe 2013, ISBN 978-3-86368-080-0).
- Berlin 1806. Das Lexikon von Johann Christian Gädicke. Berlin Story Verlag, Berlin 2006, ISBN 3-929829-32-0.
- mit Elke Linda Buchholz: Kaiserzeit und Moderne. Ein Wegweiser durch Berlin. Berlin Story Verlag, Berlin 2007, ISBN 978-3-929829-47-1.
- Stille Winkel in Berlin. Ellert & Richter, Hamburg 2008, ISBN 978-3-8319-0300-9.
- mit Elke Linda Buchholz: Stille Winkel in Potsdam. Ellert & Richter, Hamburg 2009, ISBN 978-3-8319-0348-1.
- Stille Winkel an der Berliner Mauer. Ellert & Richter, Hamburg 2008, ISBN 978-3-8319-0365-8.
- Joseph Roth in Berlin. Ein Lesebuch für Spaziergänger. Kiepenheuer & Witsch, Köln 2010, ISBN 978-3-462-04178-1.
- mit Elke Linda Buchholz und Alexander Rost: Potsdam. Weltkulturerbe im Wandel. Ellert & Richter, Hamburg 2013, ISBN 978-3-8319-0502-7.
- Literarisches Berlin – 100 Dichter, Schriftsteller und Publizisten – Wohnorte, Wirken und Werke. Verlag Jena 1800, Berlin 2013, ISBN 978-3-931911-18-8.
- Schiller in Potsdam 1804. (= Frankfurter Buntbuch. 39). Kleist-Museum, Frankfurt/Oder 2013, ISBN 978-3-938008-06-5.
- Potsdamer Platz. Am Puls von Berlin. Berlin Story Verlag, Berlin 2013, ISBN 978-3-86368-077-0.
- Moderne Baukunst in Haselhorst. Geschichte, Bewohner und Sanierung der Reichsforschungssiedlung in Berlin-Spandau. Berlin Story Verlag, Berlin 2013, ISBN 978-3-86368-106-7.
- Henry F. Urban: Die Entdeckung Berlins. Neu herausgegeben und kommentiert von Michael Bienert. Verlag für Berlin-Brandenburg, Berlin 2014, ISBN 978-3-942476-96-6.
- Kästners Berlin. Literarische Schauplätze. Verlag für Berlin-Brandenburg, Berlin 2014, ISBN 978-3-945256-00-8.
- E. T. A. Hoffmanns Berlin. Literarische Schauplätze. Verlag für Berlin-Brandenburg, Berlin 2015, ISBN 978-3-945256-30-5.
- mit Elke Linda Buchholz: Modernes Berlin der Kaiserzeit. Ein Wegweiser durch die Stadt. Berlin Story Verlag, Berlin 2016, ISBN 978-3-95723-105-5.
- Döblins Berlin. Literarische Schauplätze. Verlag für Berlin-Brandenburg, Berlin 2017, ISBN 978-3-945256-95-4.
- Das Kammergericht in Berlin. Orte – Prozesse – Ereignisse. Verlag für Berlin-Brandenburg, Berlin 2018, ISBN 978-3-947215-15-7.
- Brechts Berlin. Literarische Schauplätze. Verlag für Berlin-Brandenburg, Berlin 2018, ISBN 978-3-947215-27-0.
- Das kunstseidene Berlin. Irmgard Keuns literarische Schauplätze. Verlag für Berlin-Brandenburg, Berlin 2020, ISBN 978-3-947215-85-0.
- Irmgard Keun: Man lebt von einem Tag zum anderen. Briefe 1935–1948. Herausgegeben von Michael Bienert. Quintus-Verlag, Berlin 2021, ISBN 978-3-96982-000-1.
- Das romantische Berlin. Literarische Schauplätze. Verlag für Berlin-Brandenburg, Berlin 2021, ISBN 978-3-96982-024-7.
- Das aufgeklärte Berlin. Literarische Schauplätze. Verlag für Berlin-Brandenburg, Berlin 2022, ISBN 978-3-96982-054-4.
- Wie der Himmel über der Erde. Kafkas Orte in Berlin (1910-1924). (= Frankfurter Buntbuch. 73). Kleist-Museum, Frankfurt/Oder 2024, ISBN 978-3-96982-092-6.
- mit Katja Baumeister-Frenzel, Christiane Barz u. a.: Das Romanische Café im Berlin der 1920er Jahre. Verlag für Berlin-Brandenburg, Berlin 2024, ISBN 978-3-96982-098-8.